# Vase aux Guerriers
Le vase aux Guerriers ou vase des Guerriers, conservé au musée national archéologique d'Athènes (n° 1426), est un artéfact archéologique de l'époque mycénienne tardive, découvert par Heinrich Schliemann sur l'acropole de Mycènes, dans le secteur du cercle A. 

## Datation
Ce cratère est rattachable à la période de l'Helladique récent IIIC (XIIe siècle av. J.-C.), époque où les Mycéniens commençaient à être menacés par d'autres peuples. C'est Schliemann qui lui a donné son nom, d'après la large frise de guerriers armés représentés sur sa panse. Les poignées à têtes de taureaux ont longtemps incité les spécialistes à placer la pièce à une date plus tardive, jusqu'au début du VIIe siècle av. J.-C..

## Description
Les guerriers sont vêtus d'un chiton court, d'une cuirasse et d'un casque à crinière. Ils sont armés de lances équipées chacune d'un petit sac, sans doute destiné à contenir de la nourriture en prévision d'une longue marche, et portent des boucliers légers. 

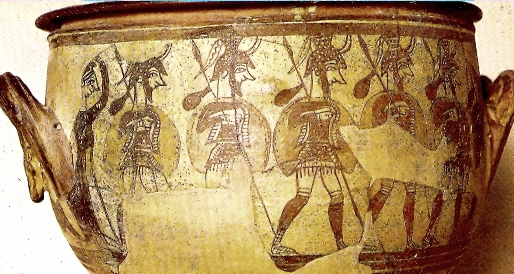
En arrière de la colonne des guerriers, une femme vêtue de noir les regarde partir.

Les figures d'un côté du vase portent des casques à cornes, alors que les casques de l'autre face sont de style « hérisson ». Les guerriers des deux côtés sont équipés de boucliers, de tuniques et de jambières ; ils se ressemblent tous, symbolisant l’armée dans son ensemble plutôt que des guerriers individualisés. Les visages au long nez et menton fuyant sont inhabituels dans la représentation d'hommes grecs ; sur une des faces, une femme vêtue de noir, qui se tient en arrière de la troupe des guerriers, les salue en les regardant partir.

## Sources
1. 1 2  The Warrior Vase.
2. 1 2 3  Semni Karouzou, Musée national, guide illustré du musée, Ekdotike Athenon, Athènes, 1978.
3. ↑  Mark Cartwright, « Mycenaean Pottery », sur ancient.eu, Ancient History Encyclopedia (consulté le 6 octobre 2015).
4. ↑  Josho Brouwers, « Palace warriors: The End of Mycenaean civilization in Greece », sur academia.edu (consulté le 6 octobre 2015).